# Віра Златарева
Віра Димитрова Златарева (болг. Вера Златарева; 3 грудня 1905 — 19 серпня 1977) — болгарська громадська діячка, феміністка, суфражистка, письменниця і юристка. Членкиня Спілки вчених Болгарії.

## Життєпис

### Ранні роки та освіта
Віра Златарева народилася 3 грудня 1905 року селі Голямо-Місто в Болгарії. Вона закінчила середню та старшу школу в Пловдиві, після чого переїхала до Софії і закінчила юридичний факультет Софійського університету в 1929 році, а два роки по тому здобула ступінь доктора філософії.

### Робота
У 1931-1932-х роках Віра Димитрова працювала помічницею юрисконсульта в міністерстві сільського господарства і державного майна Болгарії, а потім помічницею керівника управління по боротьбі з соціальними правопорушеннями. В 1938 році вона брала участь у конкурсі на стипендію у сфері кримінальної соціології в Міжнародній федерації науковиць.
Вона також співпрацювала з журналами «Філософськи преглед», «Правна мисъл», «Фар на въздържанието», «Трезвеност», «Литературен глас», «Вестник за жената», «Женски глас», «Адвокатски преглед», «Полицай» та «Преглед за трудово право».

### Особисте життя
Віра Златарева була одружена з юристом Михайлом Геновскі (1903—1966), у них було двоє дітей. Разом з чоловіком вона була редакторкою болгарського журналу «Земя і труд».